# Temporada 2024-2025 del Club Joventut Badalona
La temporada 2024-2025 del Club Joventut Badalona és la temporada en la que el club ha fet 95 anys des de la seva fundació el 1930.
La Penya disputà la lliga Endesa, sent l'únic club català (i un dels dos a nivell nacional juntament amb el Madrid) en ser-hi totes les temporades a la màxima categoria del bàsquet espanyol des de la creació d'aquesta competició la temporada 1956-57. També participà a l'Eurocup per sisena temporada consecutiva, després d'haver estat quartfinalista a l'edició anterior.
La temporada oficial del Joventut va iniciar-se en el mes de setembre amb la disputa de la Lliga Catalana, perdent amb els altres dos equips del seu grup: el BAXI Manresa i l'acabat d'ascendir Hiopos Lleida.
En el mes de gener, i després d'un començament de temporada força irregular, el Joventut aconsegueix la classificació matemàtica per a jugar la Copa a falta de dues jornades per a l'acabament de la primera volta de la lliga. La Penya quedaria eliminada a quarts de final davant l'Unicaja, equip que s'havia classificat en la primera posició al finalitzar la primera volta i que va acabar enduent-se el títol.
En el mes de maig de 2025, i poc abans d'acabar la lliga, el capità Pau Ribas anuncia la seva retirada com a jugador professional en acabar la temporada. El Joventut es classifica pels playoff pel títol de lliga però cau a quarts de final davant La Laguna Tenerife.

## Plantilla

### Primer equip
El primer moviment de la temporada va ser la incorporació del base neerlandès del Zunder Palència Kaye van der Vuurst, qui va ser anunciat per la Penya el 27 de maig de 2024, pocs dies després de l'acabament de la temporada anterior. No va ser fins gairebé un mes després, el 26 de juny, que es va anunciar la segona incorporació: Kassius Robertson, procedent del València Basket. El tercer jugador en incorporar-se a l'equip aquest estiu va ser Ádám Hanga, qui la darrera temporada havia jugat a l'Estrella Roja, i pocs dies més tard van ser anunciats també Artem Pustoví i Devon Dotson. El 26 de juliol la Penya anunciava l'esperat 4, el que significava la darrera incorporació de l'equip: Kaiser Gates.
Durant tot l'estiu va sonar el possible retorn de Ricky Rubio a la Penya. Ricky havia deixat l'NBA l'estiu anterior per tenir cura de la seva salut mental, i des del mes de febrer fins a final de temporada va competir amb el Barça, club que tenia els seus drets a l'ACB. Es va desvincular dels blaugranes en acabar la competició i els rumors sobre la seva tornada a Badalona van ser insistents surant tot l'estiu, una tornada que finalment no es va produir.
En el mes de novembre la Penya va haver de fer un contracte temporal d'un mes a Sam Dekker, cedit pels London Lions, per cobrir les lesions de Gates, Ruzic i Allen, totes tres a la mateixa posició. A mitjans de desembre s'anuncia la segona incorporació del club amb la temporada iniciada: Miye Oni, tan sols uns dies després d'anunciar la marxa de Van der Vuurst a l'Hiopos Lleida en qualitat de cedit.
El nou any iniciava amb la marxa de Pep Busquets degut als pocs minuts de que gaudia, passant a jugar amb el Bàsquet Girona, i a mitjans de gener s'anuncia la renovació de Dekker fins a final de temporada. Al renovar al jugador estatunidenc la Penya tenia tres jugadors extracomunitaris en plantilla, i als pocs dies es va anunciar la rescissió de contracte de Gates. El mateix dia es fa oficial el fitxatge del dominicà Eusebio Suero i la cessió al Club Bàsquet Prat.
El mes d'abril començava amb la notícia de la incorporació del letó Andrejs Grazulis, cedit per la Virtus de Bolonya, per cobrir la baixa per lesió de Miguel Malik Allen i per reforçar el joc interior.
| Club Joventut Badalona: plantilla 2024-25 |                    |            |        |                                  |                            |
| #                                         | Jugador            | Posició    | Alçada | Club de procedència              | Temporades al primer equip |
| 1                                         | Yannick Kraag      | Aler       | 2,02   | Joventut Badalona - Bàsquet Base | 3                          |
| 2                                         | Devon Dotson       | Base       | 1,88   | Monbus Obradoiro                 | 1                          |
| 4                                         | Pau Ribas          | Escorta    | 1,94   | Barça                            | 4 + 5                      |
| 13                                        | Artem Pustoví      | Pivot      | 2,13   | Satria Muda Pertamina            | 1                          |
| 16                                        | Guillem Vives      | Base       | 1,92   | València Basket                  | 2 + 4                      |
| 17                                        | Sam Dekker         | Aler pivot | 2,06   | London Lions                     | 1                          |
| 21                                        | Miguel Malik Allen | Aler       | 2,03   | Joventut Badalona - Bàsquet Base | 4                          |
| 23                                        | Michael Ruzic      | Aler pivot | 2,06   | Joventut Badalona - Bàsquet Base | 2                          |
| 24                                        | Andrejs Grazulis   | Aler pivot | 2,02   | Virtus Bolonya                   | 1                          |
| 30                                        | Kassius Robertson  | Escorta    | 1,90   | València Basket                  | 1                          |
| 44                                        | Ante Tomić         | Pivot      | 2,17   | Barça                            | 5                          |
| 88                                        | Ádám Hanga         | Aler       | 2,01   | Estrella Roja                    | 1                          |

- El nom del jugador en negreta indica que el jugador ha passat pel Bàsquet Base
- El fons verd indica que el jugador s'ha incorporat al primer equip aquesta temporada

### Equip tècnic
Albert Cañellas, fins aquest estiu entrenador del vinculat CB Prat, s'incorpora a l'staff de Dani Miret. David Jimeno torna a dirigir la pedrera i deixa de realitzar les tasques d'assistent que havia assumit la temporada anterior amb Duran.
| Club Joventut Badalona: equip tècnic 2024-25 |                         |
| Membre                                       | Funció                  |
| Dani Miret                                   | Entrenador              |
| Aleix Duran                                  | Entrenador ajudant      |
| Albert Cañellas                              | Entrenador ajudant      |
| Adrià Delgado                                | Delegat                 |
| Dani Moreno                                  | Preparador físic        |
| Antoni Mora                                  | Cap dels Serveis Mèdics |

### Baixes
El 21 de juny s'anuncia la no continuïtat d'Evans i Cook, dos jugadors que havien arribat amb la temporada anterior iniciada i que acabaven contracte aquest mateix estiu. El mateix dia també s'acomiada a Andrew Andrews, al qual se li rescindeix el contracte fent efectiva una de les clàusules del seu contracte. Aquella mateixa tarda la premsa també es fa ressò de la marxa de Rubén Prey, una de les perles del planter verd-i-negre, al Saint John's de l'NCAA, tot i que la Penya es reserva els seus drets de cara a una possible tornada a Europa. L'1 de juliol és Vladimir Brodziansky qui arriba a un acord amb la Penya per rescindir l'any de contracte que encara li quedava a l'eslovac amb el Joventut. Dos dies més tard es fa oficial el que era un secret a veus: el Reial Madrid pagava la clàusula de rescissió d'Andrés Feliz. Tot i que el club no va informar, com va ser en el cas de Prey, es va fer públic que Kasper Suurorg fitxava pel BC Kalev estonià. El jugador, també estonià, havia jugat cedit la temporada anterior en un altre club de la mateixa lliga. El 23 de juliol es va anunciar la cessió de Jordi Rodríguez al Tizona Burgos de Primera FEB, antiga LEB Or.
En el mes de desembre, ja amb la temporada iniciada, Keye van der Vuurst marxa cedit a l'Hiopos Lleida, equip també d'ACB, per poder disposar de més minuts.
El dia 2 de gener s'anunciava que Pep Busquets i el club rescindien el contracte que els lligava fins a final de temporada. La renovació de Dekker fins a final de temporada va fer que la Penya acumulés tres jugadors extracomunitaris en plantilla, i als pocs dies es va anunciar la rescissió de contracte de Gates.
El 6 de març Miye Oni rescindia el contracte amb la Penya al·legant motius personals.
| Baixes abans de l'inici de temporada |            |                      |        |
| Jugador                              | Pos.       | Destí                | Ref.   |
| Shannon Evans                        | Base       | MoraBanc Andorra     | [ 26 ] |
| Tyler Cook                           | Pivot      | Yukatel Merkezefendi | [ 34 ] |
| Andrew Andrews                       | Escorta    | BC Wolves            | [ 35 ] |
| Rubén Prey                           | Pivot      | Saint John's         | [ 28 ] |
| Vladimir Brodziansky                 | Aler pivot | UCAM Múrcia          | [ 36 ] |
| Andrés Feliz                         | Base       | Reial Madrid         | [ 30 ] |
| Kasper Suurorg                       | Base       | BC Kalev             | [ 31 ] |
| Jordi Rodríguez                      | Escorta    | Tizona Burgos        | [ 32 ] |

| Baixes durant la temporada |            |                 |        |
| Jugador                    | Pos.       | Data            | Ref.   |
| Kaye van der Vuurst        | Base       | 9 desembre 2024 | [ 18 ] |
| Pep Busquets               | Escorta    | 2 gener 2025    | [ 19 ] |
| Kaiser Gates               | Aler pivot | 20 gener 2025   | [ 21 ] |
| Miye Oni                   | Escorta    | 6 març 2021     | [ 33 ] |